# Kingston (Pennsilvània)
Kingston és una població dels Estats Units a l'estat de Pennsilvània. Segons el cens del 2000 tenia 13.855 habitants.

## Demografia
Segons el cens del 2000, Kingston tenia 13.855 habitants, 6.065 habitatges, i 3.372 famílies. La densitat de població era de 2.499,7 habitants per quilòmetre quadrat.
Dels 6.065 habitatges en un 23,1% hi vivien nens de menys de 18 anys, en un 40,7% hi vivien parelles casades, en un 11,3% dones solteres, i en un 44,4% no eren unitats familiars. En el 40,1% dels habitatges hi vivien persones soles el 20,5% de les quals corresponia a persones de 65 anys o més que vivien soles. El nombre mitjà de persones vivint en cada habitatge era de 2,16 i el nombre mitjà de persones que vivien en cada família era de 2,94.
Per edats la població es repartia de la següent manera: un 19,7% tenia menys de 18 anys, un 7,5% entre 18 i 24, un 25,6% entre 25 i 44, un 22,8% de 45 a 60 i un 24,4% 65 anys o més.
L'edat mediana era de 43 anys. Per cada 100 dones de 18 o més anys hi havia 78,9 homes.
La renda mediana per habitatge era de 33.611 $ i la renda mediana per família de 45.578 $. Els homes tenien una renda mediana de 34.069 $ mentre que les dones 24.482 $. La renda per capita de la població era de 20.568 $. Entorn del 8,2% de les famílies i l'11,3% de la població estaven per davall del llindar de pobresa.

## Poblacions més properes
El següent diagrama mostra les poblacions més properes.